# Grzegorz Wolnik
Grzegorz Wojciech Wolnik (ur. 20 października 1964 w Opolu) – polski urzędnik samorządowy, w latach 2014–2017 przewodniczący Sejmiku Województwa Śląskiego V kadencji.

## Życiorys
Absolwent filologii polskiej na Uniwersytecie Śląskim w Katowicach, kształcił się również w Wyższej Szkole Bankowej w Poznaniu. Był organizatorem i pierwszym naczelnikiem Wydziału Rozwoju w Urzędzie Miasta w Rybniku. Pełnił później funkcje dyrektora Funduszu Górnośląskiego, wiceprezesa Górnośląskiej Agencji Rozwoju Regionalnego w Katowicach i wiceburmistrza Czerwionki-Leszczyn, następnie został pełnomocnikiem burmistrza tej gminy.
W wyborach samorządowych w 1998 bezskutecznie ubiegał się o mandat radnego Rybnika z listy Unii Wolności, a w 2006 z listy Bloku Samorządowego Rybnik. W 2010, 2014, 2018 i 2024 z rekomendacji Platformy Obywatelskiej był wybierany na radnego samorządu województwa śląskiego IV, V i VI kadencji. 1 grudnia 2014 powołany na przewodniczącego sejmiku V kadencji. 16 stycznia 2017 został wiceprzewodniczącym sejmiku (zgodnie z umową koalicyjną, na funkcji przewodniczącego zastąpił go przedstawiciel PSL). W 2019 z ramienia Koalicji Obywatelskiej bezskutecznie ubiegał się o mandat senatora. W 2023 wystartował natomiast z ramienia KO do Sejmu.